# Phytomyza krygeri
Phytomyza krygeri är en tvåvingeart som beskrevs av Erich Martin Hering 1949. Phytomyza krygeri ingår i släktet Phytomyza och familjen minerarflugor.
Artens utbredningsområde är Danmark. Arten har ej påträffats i Sverige. Inga underarter finns listade i Catalogue of Life.